# Netzwerk
Netzwerk foi um projeto de música eletrônica surgido na Itália, em 1991, na era da chamada italo dance. Produzido pela empresa DWA (sigla de Dance World Attack), o projeto tinha no vocal a cantora Sandra Chambers. Netzwerk alcançou sucesso nas paradas italianas, ficando rapidamente em primeiro lugar, com a regravação da canção Send Me An Angel, naquele ano.
Em 1993, os produtores responsáveis pelo projeto Dance lançaram a música "Breakdown" que repetiu o sucesso alcançado dois anos antes nas paradas musicais européias.
Em dezembro de 1994, o Netzwerk surgiu novamente nas paradas de sucesso na Europa, com repercussão em vários países do mundo, com a música Passion. Esse hit, foi o maior sucesso do projeto musical, ficando por meses nos primeiros lugares entre as músicas mais executadas não só nas pistas de dança, como nas emissoras de rádio. Em março de 1995, outro grande sucesso do grupo surgiu: Memories. Até hoje, não se sabe ao certo quem é o parceiro de vocais de Sandra Chambers nas duas músicas.
Nos dois anos seguintes, o Netzwerk teve projeção mundial com as duas músicas lançadas nos anos anteriores, até lançar em 1997, a canção Dreams, que foi produzida com efeitos de vocoders e altos riffs de guitarras, em uma linha musical considerada alternativa, o que diferenciava dos trabalhos anteriores.